# Lesbiennes, gays, bisexuels et transgenres
LGBT
Pour un article plus général, voir Diversité sexuelle et de genre.

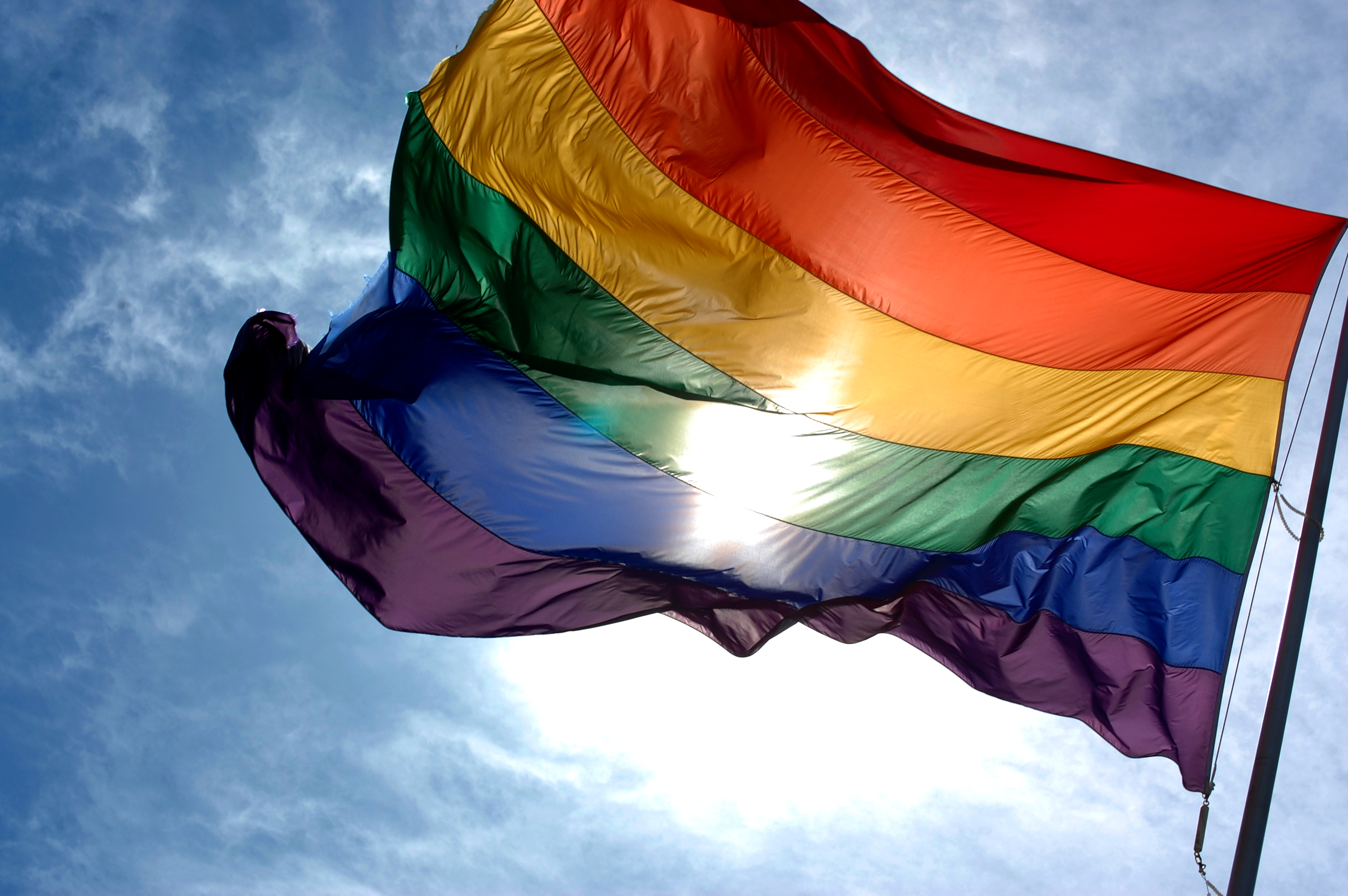
Une version du drapeau arc-en-ciel, un des symboles de la communauté LGBT.

Les minorités sexuelles et de genre, connues sous le sigle LGBT ou d'autres variantes (LGBTQIA+, MOGAI), correspondent aux personnes notamment lesbiennes, gays, bisexuelles, trans, queer, intersexes et asexuelles, c'est-à-dire celles qui ne sont ni hétérosexuelles, ni cisgenres ni dyadiques.

## Terminologie
Le sigle LGBT est complété avec d'autres lettres ou avec un « + » pour inclure d'autres variantes d'identité de genre, de caractéristiques sexuelles, ou d'orientation sexuelle, comme l'asexualité, la pansexualité, la non-binarité ou la bispiritualité. Ces sigles peuvent également être utilisés dans des expressions qui se rattachent à ces personnes (mouvement LGBT et droits LGBT sont des exemples).
Le sigle MOGAI signifie Marginalized Orientations, Gender identities and Intersex (« Orientations sexuelles marginalisées, identités de genre et intersexuation »).

### Orientation sexuelle, identité de genre

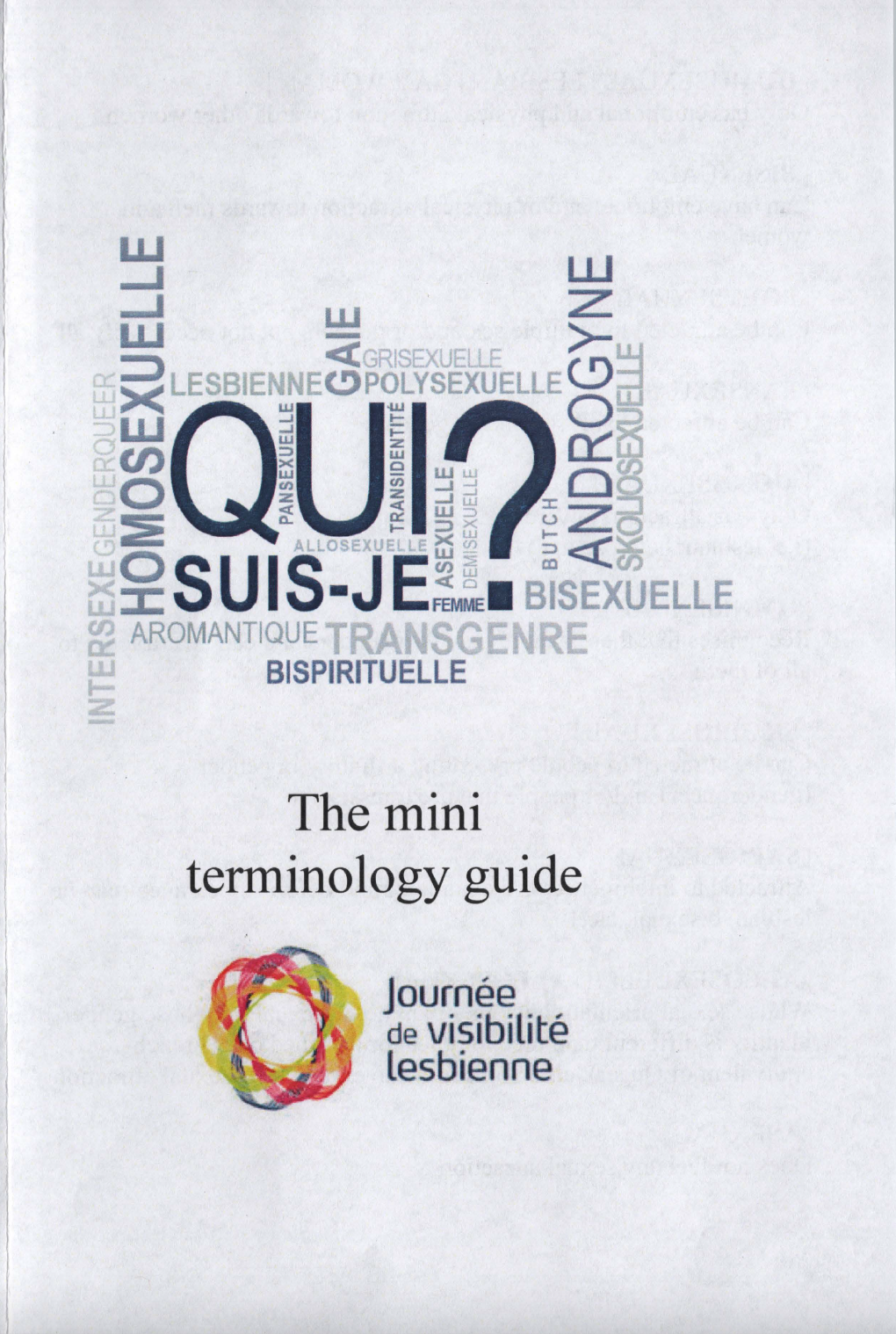
Guide terminologique édité lors de la journée de visibilité lesbienne au Canada 2016.

L'orientation sexuelle définit l'attirance sexuelle ou émotionnelle pour des personnes en fonction de leur sexe:
- homosexualité : se dit d'une attirance exclusive envers les personnes de son propre genre (couramment désignées comme « lesbiennes » pour les femmes et « gays » ou « gais » pour les hommes)[3] ;
- bisexualité : se dit d'une attirance pour plus d'un genre, pas nécessairement de la même manière, fréquence ou degré[3] ;
- pansexualité : se dit d'une attirance potentielle sans distinction de genre[4] ;
- asexualité : se dit d'une personne qui ne développe pas ou peu d'attirance sexuelle pour une autre personne[5].

L'identité de genre est la perception intime et personnelle de genre vécue par une personne, qu'elle corresponde ou non au genre assigné à la naissance:
- transidentité : se dit d'une personne dont l'identité de genre n'est pas en accord avec le sexe biologique assigné à la naissance[6] ;
- non-binarité : se dit d'une personne « qui ne se reconnaît pas dans le genre qui lui a été assigné à la naissance, mais pas entièrement dans le genre opposé ; qui se situe en dehors des normes du féminin et du masculin »[7] ;
- bispiritualité : terme générique se référant aux Amérindiens s'identifiant comme ayant à la fois un esprit masculin et un esprit féminin[8],[9] ;
- intersexe : se dit d'une personne née avec des caractéristiques sexuelles (organes génitaux, gonades, taux d’hormones et/ou chromosomes) qui ne correspondent pas aux définitions typiques de « mâle » et « femelle »[10] (non lié au genre mais au sexe biologique).

### Variantes du sigle

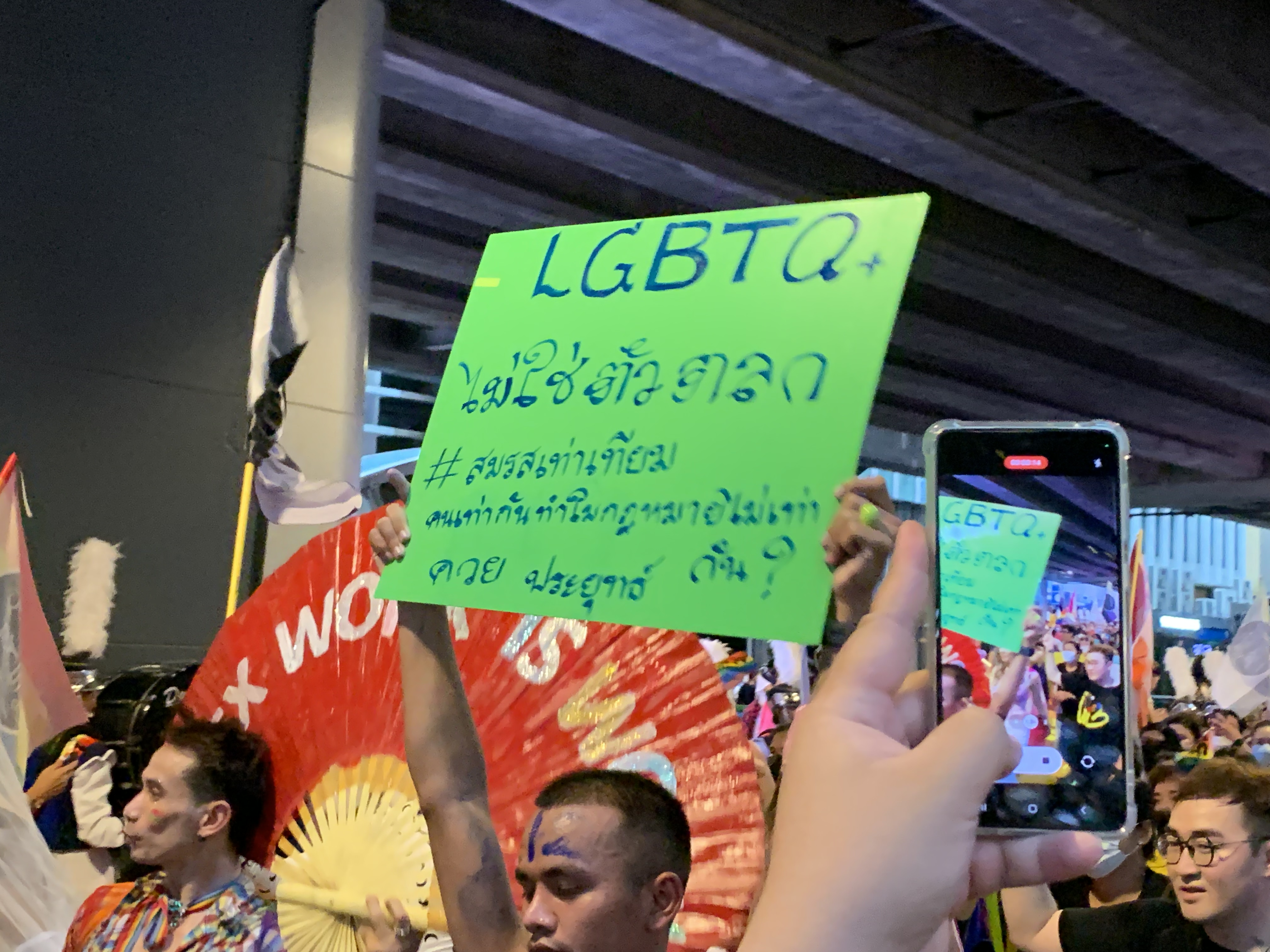
Sigle LGBTQ+ utilisé lors de la pride de Bangkok 2022.

Si le sigle LGBT (parfois GLBT) se veut représentatif des personnes non hétérosexuelles et cisgenres et est le plus utilisé, il est parfois complété pour être plus inclusif :
- Q pour queer ou « en questionnement » (soit sur son orientation sexuelle, soit sur son identité de genre, soit les deux) : LGBTQ ou LGBTQQ ;
- I pour « intersexe » : LGBTI, LGBTQI. Dans les principes de Yogyakarta, LGBTI est utilisé[11] ;
- A pour « asexuel », « agenre » ou « aromantique » et P pour « pansexuel » ;
- 2S pour two spirit (« bispiritualité »)[8], en particulier au Canada.

Pour éviter ce sigle à géométrie variable, le terme parapluie « altersexuel » est parfois utilisé. « Allosexuel » a également été utilisé comme traduction commode de queer dans les années 2000, notamment au Québec, mais il s'est trouvé déprécié dans cet usage sous l'influence de l'anglais, où allosexual est plutôt utilisé par opposition à asexual. D'autres locuteurs utilisent le terme LGBTQ+ ou créent des sigles, comme QUILTBAG. En Belgique, le mot holebi, emprunté au flamand (homoseksueel, lesbisch en biseksueel), est également employé.

### Ordre
Le sigle LGBTQ+ commence par la lettre « L » dans le but d'offrir un début de reconnaissance aux lesbiennes. Effectivement, durant la crise du sida, la communauté et surtout les hommes homosexuels étaient laissés à eux-mêmes. Les femmes ont su répondre à l’appel et aider tous les sidéens qui avaient été laissés de côté par la société. Dans la plupart des variantes du sigle, il commence par la lettre « L » pour témoigner de la force de ces femmes qui ont su maintenir la communauté liée durant ce moment sombre.

### Métonymie
Le terme « gay », qui signifie stricto sensus un homme homosexuel, est parfois utilisé par métonymie pour désigner l'ensemble des personnes LGBT,. D'autres termes et sigles, se voulant plus inclusifs, sont aussi usités : « altersexuel » ou « MOGAI » pour Marginalized Orientations, Gender identities, And Intersex.

## Démographie
Aux États-Unis la population LGBT représenterait, en 2020, 4,5 % de la population adulte totale. Selon une étude de 2018, 3,5 % des adultes aux États-Unis s'identifieraient comme LGBT et 0,3 % des adultes s'identifieraient comme transgenres,,.
Au cours des XXe et XXIe siècles, des études ont été menées en Occident pour tenter de déterminer la proportion de la population s'étant engagée dans des relations de nature homosexuelle. Ainsi, Alfred Kinsey, dans une étude menée en 1948, a découvert que 46 % des sujets masculins interrogés (5 300 personnes) et de 6 à 14 % des femmes avaient eu une expérience sexuelle avec une femme et un homme, ou que ces personnes avaient déjà sexuellement « réagi » à des personnes des deux sexes.
Shere Hite est l'auteure d'une étude sur la sexualité masculine, Le Rapport Hite sur les hommes. Elle découvre dans ses recherches que 43 % des hommes sondés ont eu, durant leur enfance ou leur adolescence, des rapports sexuels avec d'autres garçons, sans que cela ne les empêche de mener ou de développer plus tard dans leur vie une sexualité hétérosexuelle.
Néanmoins, ces pratiques ne se retrouvent que rarement dans l'identification aux personnes LGBT : nombreuses sont les personnes s'étant engagées dans des relations avec des personnes de même sexe qui ne s'identifient pas, pour diverses raisons, comme « homosexuelles » ou « bisexuelles ». Cela peut être dû à des raisons culturelles : par exemple, se présenter comme « hétérosexuel » lorsque l'on s'engage dans des relations homosexuelles et hétérosexuelles est une pratique généralisée en Amérique latine. 
Aux États-Unis, une étude basée sur 4 grandes enquêtes nationales sur les personnes s'identifiant comme lesbiennes, gais et bisexuels (aucune de ces enquêtes n'avait identifié les personnes transgenres), le taux d'adultes (18 ans et plus) se déclarant LGB ou LGBT variaient de 2,2 % à 4,0 % (selon les enquêtes) ce qui correspond à un groupe de 5,2 millions à 9,5 millions d'adultes LGBT. Le nombre ne variait pas significativement selon l'origine ethnique, mais l'étude montre que ceux qui se sont déclarés LGBT déclarée étaient plus nombreux chez les plus jeunes et qu'on se déclare plus facilement LGBT dans le Nord-Est et l'Ouest que dans le Sud et le Midwest.
Une étude de l'Institut français d'opinion publique, s'intéressant à l'électorat LGBT dans le cadre de l'élection présidentielle française de 2012 indique que 6,5 % des personnes âgées de 18 ans et plus s'identifient comme bisexuel(les) (3,5 % de l'électorat), lesbiennes, ou homosexuels (3 %), d'après un critère d'auto-identification, et non pas de pratiques (l'étude ne mentionne pas la transidentité, puisqu'elle n'est pas une orientation sexuelle, mais fait référence à l'identité de genre. Les personnes trans sont donc intégrées dans l'étude, au titre de leur orientation sexuelle).

## Vie quotidienne

### Parentalité

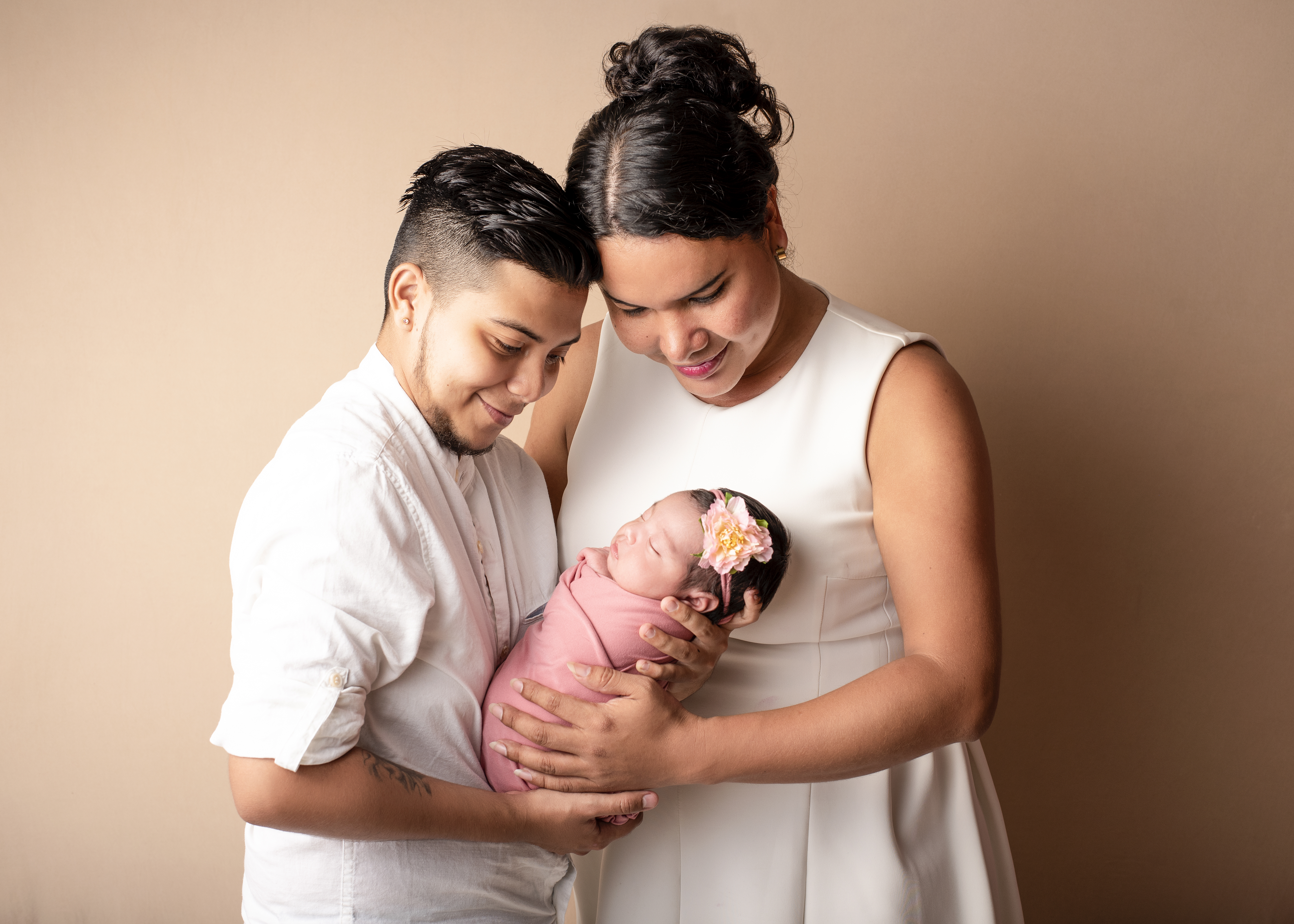
Zack Elías et Diane Rodríguez avec leur fille

La transparentalité est un type familial dans lequel au moins un des parents est transgenre. La parentalité concerne une très grande partie de la population trans, qui devient généralement parente avant d'entamer sa transition. Pour les personnes trans qui deviennent parent post-transition, les modalités concrètes (adoption, conception par relation sexuelle, par autoconservation ou don de gamètes, gestation pour autrui) du devenir partir dépendent non seulement des possibilités biologiques des couples, mais aussi de la légalité ou non des techniques d'aide à la procréation du pays considéré.
La transphobie et l'homophobie sont des obstacles à l'accès à la parentalité des personnes trans, que ce soit par l'existence de lois ou pratiques discriminantes, comme l'obligation d'effectuer des chirurgies stérilisantes pour pouvoir effectuer un changement d'état civil, mais aussi en altérant la confiance en soi et les conditions matérielles d'existence.

## Culture
La culture LGBT désigne l'ensemble des pratiques et productions culturelles des personnes LGBT.

## Géographie

### Asie
L'activiste chinoise Xian a fondé, en 2004, Tongyu, une organisation lesbienne basée à Pékin qui était la plus grande organisation de défense des lesbiennes, bisexuels et transgenres à Pékin en 2018 .

## Conditions de vie

### Niveaux d'acceptation sociale
Selon un index de tolérance des personnes LGBT publié en 2019 par une étude sur l'acceptation sociale des personnes LGBT dans 174 pays pour la période 1981 - 2017, les années 2010 ont été à échelle mondiale une période de polarisation, les pays qui avaient progressé entre 2014 et 2017 dans l'acceptation des personnes LGBT étaient l'Islande, les Pays-Bas, la Norvège, le Canada et l'Espagne ; et ce sont aussi eux qui ont eu les niveaux d'acceptation les plus élevés entre 2014 et 2017.
À l'opposé les pays les plus intolérants étaient l'Éthiopie, l'Azerbaïdjan, le Sénégal, le Tadjikistan et le Somaliland qui, tous, ont en outre diminué leurs niveaux d'acceptation, alors que les niveaux d'acceptation des pays situés dans la moyenne mondiale sont eux restés relativement stables.

### Droits
Les droits LGBT correspondent aux droits humains des personnes bisexuelles, homosexuelles ou transgenres. Ces droits sont diversement reconnus dans le monde. La problématique particulière des droits LGBT a été abordée par les Nations unies, notamment par le biais de rapports.

### Discriminations et violences

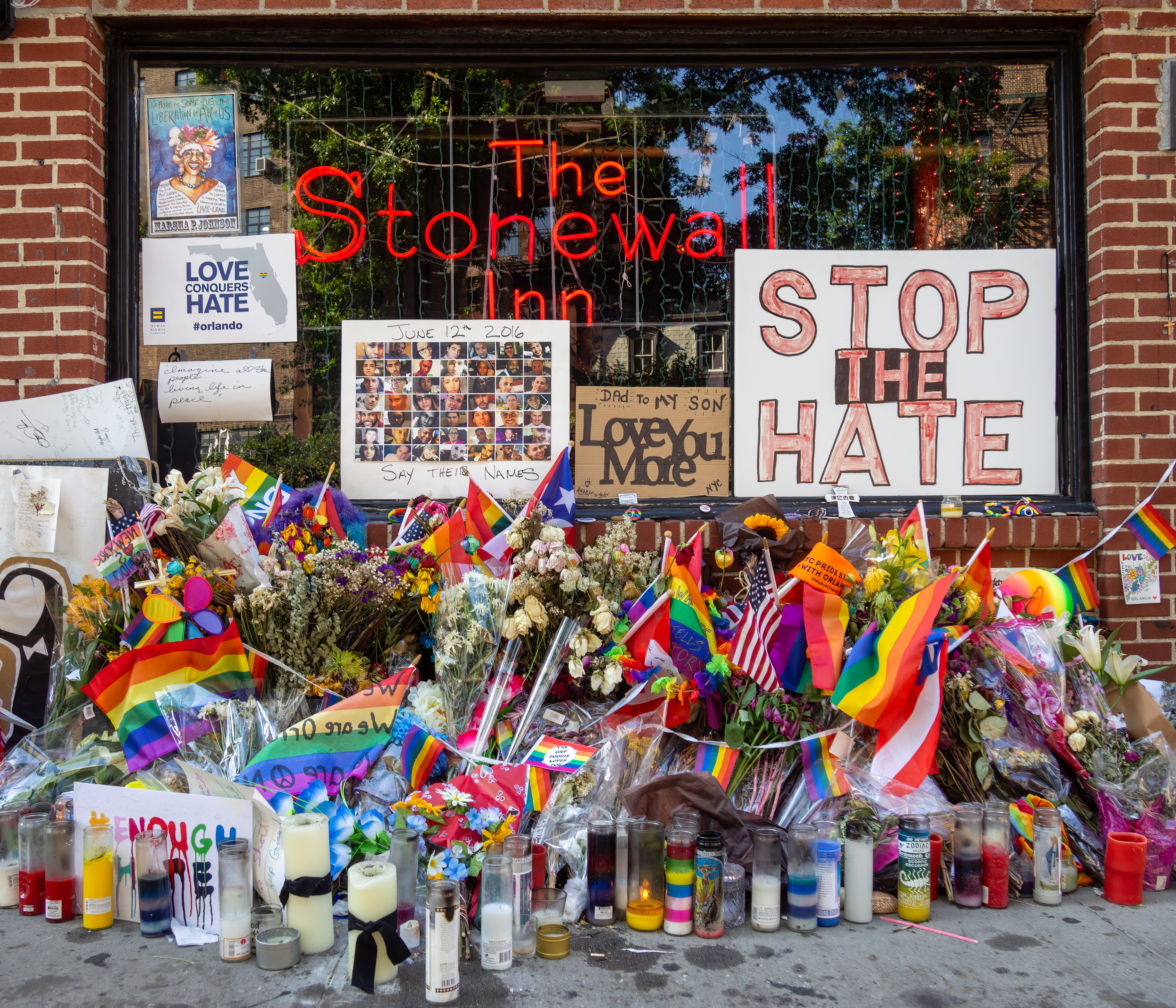
Mémorial pour les victimes de la fusillade du 12 juin 2016.

### Santé
Des recherches ont suggéré que les jeunes LGBT sont plus sensibles aux problèmes psychologiques et de santé que les jeunes hétérosexuels.
Les minorités sexuelles ont tendance à plus souvent utiliser des méthodes de médecine alternative pour répondre à leurs besoins de santé que les hétérosexuels. Les femmes de minorités sexuelles ont une incidence plus élevée d’asthme, d’obésité, d’arthrite et de maladies cardiovasculaires que les autres groupes.
Les adolescents de minorités sexuelles signalent une incidence plus élevée des éléments suivants par rapport aux hétérosexuels :
- avoir un sentiment d’insécurité lors du trajet vers ou depuis l’école ;
- ne pas aller à l’école à cause d’une impression d’insécurité ;
- être forcé de participer à des pratiques sexuelles non désirées avec une personne avec laquelle existe une relation amoureuse (toucher, embrasser, ou être physiquement forcé d’avoir des rapports sexuels) dans les 12 derniers mois ;
- avoir des rapports sexuels ;
- avoir eu des relations sexuelles avant l'âge de 13 ans ;
- avoir eu des relations sexuelles avec au moins quatre autres personnes ;
- ne pas utiliser de contraception ;
- avoir subi des violences sexuelles.

Par rapport à la population générale, les minorités sexuelles présentent un risque plus élevé d’automutilation.
En 2009, une étude sur un échantillon limité a montré que les adolescents LGBT étaient plus souvent victimisés, avaient des taux plus élevés de psychopathologies, quittaient le domicile plus fréquemment, utilisaient plus fréquemment des substances hautement addictives et étaient plus susceptibles d'avoir plus de partenaires sexuels multiples que les adolescents hétérosexuels. En 2015, l’agence américaine des Centres pour le contrôle et la prévention des maladies a publié une étude réalisée auprès de grandes cohortes d’élèves de High Schools. Elle a révélé une centaine de comportements à risque pour la santé des élèves LGBT. Les élèves des minorités sexuelles adoptent des comportements plus risqués par rapport aux élèves de la majorité.
Les problèmes sociaux peuvent entraîner des problèmes de santé et des problèmes psychologiques, en particulier chez les jeunes. Des études ont constaté que les minorités sexuelles sont confrontées à un stress accru en raison des stigmates associés. Ce stress crée une régulation émotionnelle et un coping élevés ainsi que des processus sociaux et cognitifs menant à un risque de psychopathologie.
La question du vieillissement des personnes LGBT fait, dans les années 2010 et 2020, l'objet d'une attention particulière à la fois dans la recherche scientifique,,, dans le domaine des politiques publiques (nationales ou locales), ou encore dans les articles de presse,,, notamment au vu des risques de solitude (via une « double exclusion » ou « double discrimination ») auxquels seraient plus exposées les populations LGBT prenant de l'âge.

## Représentations
Cinq différentes études ont montré que l'existence de personnages gays à la télévision diminuait les préjugés des téléspectateurs. Les radiodiffuseurs restent plus en arrière, puisque les chaînes câblées et les services de streaming sont plus inclusifs et contiennent des personnages homosexuels, bisexuels ou transgenres. Selon GLAAD, ces chaînes et ces services de streaming manquent néanmoins de diversité, beaucoup de personnages LGBT étant des hommes gays (41 % et 39 % respectivement). Le nombre total de personnages LGBT sur le câble a augmenté de 31 % en 2015, et les représentations bisexuelles ont quasiment doublées.
Les personnes intersexes sont presque complètement exclues. L'intersexuation n'est pas si rare qu'il apparaît qu'environ 1 % de la population est intersexe d'une certaine façon. Les médias accentuent ce que signifie être homme ou femme, ce qui crée un vide pour les personnes qui ne correspondent pas à l'une de ces catégories. Cela a amené les journaux à soulever des questions sur l'intersexuation chez les athlètes en raison de la sexuation du sport. Ces questions ont notamment été soulevées de manière mondiale avec le cas de Caster Semenya, pour laquelle les officiels du sport se sont demandé si elle devait être considérée comme femme ou homme.